# Achilleanthus
Achilleanthus là một chi thực vật có hoa thuộc họ Thiến thảo. Chi này gồm 7 loài được tìm thấy duy nhất tại quần đảo Sunda Nhỏ, New Guinea, và Tây Nam Thái Bình Dương (Quần đảo Bismarck, Quần đảo Solomon, Quần đảo Santa Cruz, Nouvelle-Calédonie, và Fiji).
- Achilleanthus glabrescens (Schltr.) J.G.Chavez, Liede & Meve
- Achilleanthus hypolasius (Baill.) J.G.Chavez
- Achilleanthus megacarpus (Merr. & L.M.Perry) J.G.Chavez
- Achilleanthus ngoyensis (Schltr.) J.G.Chavez, Liede & Meve
- Achilleanthus novobrittaniensis (M.E.Jansen) J.G.Chavez
- Achilleanthus schmutzii (M.E.Jansen) J.G.Chavez
- Achilleanthus smithii (Fosberg) J.G.Chavez